# Mistrzostwa Świata w Kolarstwie Torowym 1904
12. Mistrzostwa Świata w Kolarstwie Torowym odbyły się w 1904 roku w Londynie.

## Medaliści

### Mężczyźni
| Konkurencja                              | Złoto           | Srebro             | Brąz                |
| ---------------------------------------- | --------------- | ------------------ | ------------------- |
| Sprint indywidualny amatorów             | Marcus Hurley   | Arthur Reed        | James Benyon        |
| Wyścig ze startu zatrzymanego amatorów   | Leon Meredith   | William Pett       | George Olley        |
| Sprint indywidualny zawodowców           | Iver Lawson     | Thorvald Ellegaard | Henry Mayer         |
| Wyścig ze startu zatrzymanego zawodowców | Robert Walthour | César Simar        | Arthur Vanderstuyft |

## Klasyfikacja medalowa
| Miejsce | Państwo              |   |   |   | Razem |
| ------- | -------------------- | - | - | - | ----- |
| 1.      | Stany Zjednoczone    | 3 | 0 | 0 | 3     |
| 2.      | Wielka Brytania      | 1 | 2 | 2 | 5     |
| 3.      | Dania                | 0 | 1 | 0 | 1     |
|         | Francja              | 0 | 1 | 0 | 1     |
| 5.      | Belgia               | 0 | 0 | 1 | 1     |
|         | Cesarstwo Niemieckie | 0 | 0 | 1 | 1     |